# Pete Rademacher
Thomas Peter („Pete“) Rademacher (* 20. August 1928 in Grandview, Washington; † 4. Juni 2020 in Sandusky, Ohio) war ein US-amerikanischer Schwergewichtsboxer.

## Amateur
Er hatte eine Bilanz von 72 Siegen und 7 Niederlagen. Rademacher wurde 1953 US-amerikanischer Amateurmeister. 1956 nahm er für die USA an den Olympischen Spielen in Melbourne teil und gewann in der Schwergewichtsklasse die Goldmedaille. Er gewann dabei im Finale gegen den Russen Lew Dmitrijewitsch Muchin durch einen Erstrunden-K.-o.

## Profi
Nach dem Olympiasieg provozierte er den amtierenden Schwergewichtsweltmeister Floyd Patterson öffentlichkeitswirksam mit der Behauptung, dass er in seinem ersten Profikampf Weltmeister werden könne. Patterson gab ihm die Chance und Rademacher wurde damit der erste und bisher einzige Profiboxer, der in seinem Debütkampf um den Weltmeistertitel kämpfen durfte.
In dem Titelkampf am 22. August 1957 schlug er Patterson in der zweiten Runde gar zu Boden, verlor aber letztlich in der sechsten Runde durch K. o.
Er boxte insgesamt nur fünf Jahre und hatte vor allem aufgrund seines schlechten Kinns kaum Erfolg. Gleich im zweiten Kampf wurde er von Zora Folley, den er als Amateur noch klar beherrscht hatte, ausgeknockt. Später ging er unter anderem gegen die Ex-Halbschwergewichtler Archie Moore, Doug Jones und den Engländer Brian London K. o., nur gegen Karl Mildenberger verlor er nach Punkten.
Der einzige bekannte Schwergewichtler, den er besiegen konnte, war George Chuvalo. 1962 beendete er schließlich nach einem Punktsieg gegen den ehemaligen Mittelgewichtsweltmeister Carl Olsen seine Laufbahn.
Er wurde später erfolgreicher Manager eines Swimming-Pool-Unternehmens.